# Natura 2000-område nr. 41 Hjelm Hede, Flyndersø og Stubbergård Sø
Natura 2000-område nr. 41 Hjelm Hede, Flyndersø og Stubbergård Sø er en naturplan under det fælleseuropæiske Natura 2000-projekt. Planområdet omkring Hjelm Hede, Flyndersø og Stubbergård Sø, består af habitatområdeet H41 og fuglebeskyttelsesområde nr. F29 , med et samlet areal på på 2.170 ha, beliggende i Skive- og Holstebro Kommuner.

## Beskrivelse
Området består af et istidslandskab dannet nær isens hovedopholdslinie under sidste istid. Flyndersø og Stubbergård Sø er således dannede i en tunneldal, der var opfyldt med dødis, og hedesletterne er dannet af smeltevandssand. Områdets nordlige del med den ca. 8 km lange hedesø, Flyndersø, og en række dødishuller med søer og højmosedannelser på begge sider af søen, er et af de steder i Danmark, hvor man bedst kan iagttage de geologiske istids
fænomener. Nutidens landskab afslører således tilstedeværelsen af både et bundmorænelandskab med en tunneldal, og endnu et landskabslag, nemlig den smeltevandsslette med dødishuller, der overlejrede bundmorænen.
Området omfatter de arealer på Hjelm Hede, som ikke er nåletræsplantager eller opdyrkede. De store arealer med våd og tør hede rummer karakteristisk hedevegetation, herunder en stedvis veludviklet lav-flora.
Flyndersø og Skallesø er udpeget som fuglebeskyttelsesområde. Den 423 ha store Flyndersø er opdelt i to store bassiner, som begge er eutrofierede og uklare med en meget begrænset udbredelse
af undervandsplanter. Flyndersø har via Stubber Å forbindelse til den ca. 4,5 km lange Stubbergård Sø, der ligeledes er en del af tunneldals- og dødislandskabet. Stilkege-krattene langs østsiden af Flyndersø anses for at være oprindelige. Langs vestsiden af Flyndersø ligger Estvadgård Plantage, der hovedsagelig består af nåletræer med spredte bevoksninger af løvtræ. Kun en lille del af plantagen, samt egekrattet helt ned mod Flyndersø, er del af Natura 2000 området; Her findes bl.a. det i Danmark meget sjældne levermos, krumbladet stødmos (Nowellia curvifolia), der er knyttet til dødt ved i skove med lang kontinuitet og høj luftfugtighed.
Området er vigtige fugleområder. Her yngler bl.a. fiskeørne, rørdrum, isfugl, toppet lappedykker og rødrygget tornskade. Det er ligeledes en vigtig lokalitet for rastende trækfugle som stor skallesluger og hvinand.

## Naturfredninger
Klosterruinen ved Stubber Kloster blev fredet i 1911. Et areal med heder, plantager og sø omkring Flyndersø på 1200 ha, blev fredet i 1934 og 1967. I 1980 blev yderligere 438 ha fredet omkring Stubbergård Sø, og ved Stampestrømmen syd for Stubbergård Sø blev 107 ha, fredet 2001.
Oprindelsen til fredningen var forretningsmanden H.P. Hjerl Hansen der i købte i 1910 en del af hederne ved sydenden af Flyndersø for at bevare dem. De blev siden overdraget til en fond, og her ligger nu frilandsmuseet Hjerl Hede.

## Forløb
Natura 2000-planen er vedtaget i 2011, hvorefter kommunalbestyrelserne
og Naturstyrelsen udarbejdede bindende handleplaner for
gennemførelsen af planen.  Planen videreføres og videreudvikles i senere planperioder.   Natura 2000-planen er koordineret med Vandplan 1.2 Limfjorden.